# Sporofit

Gametofit paproci z młodym sporofitem

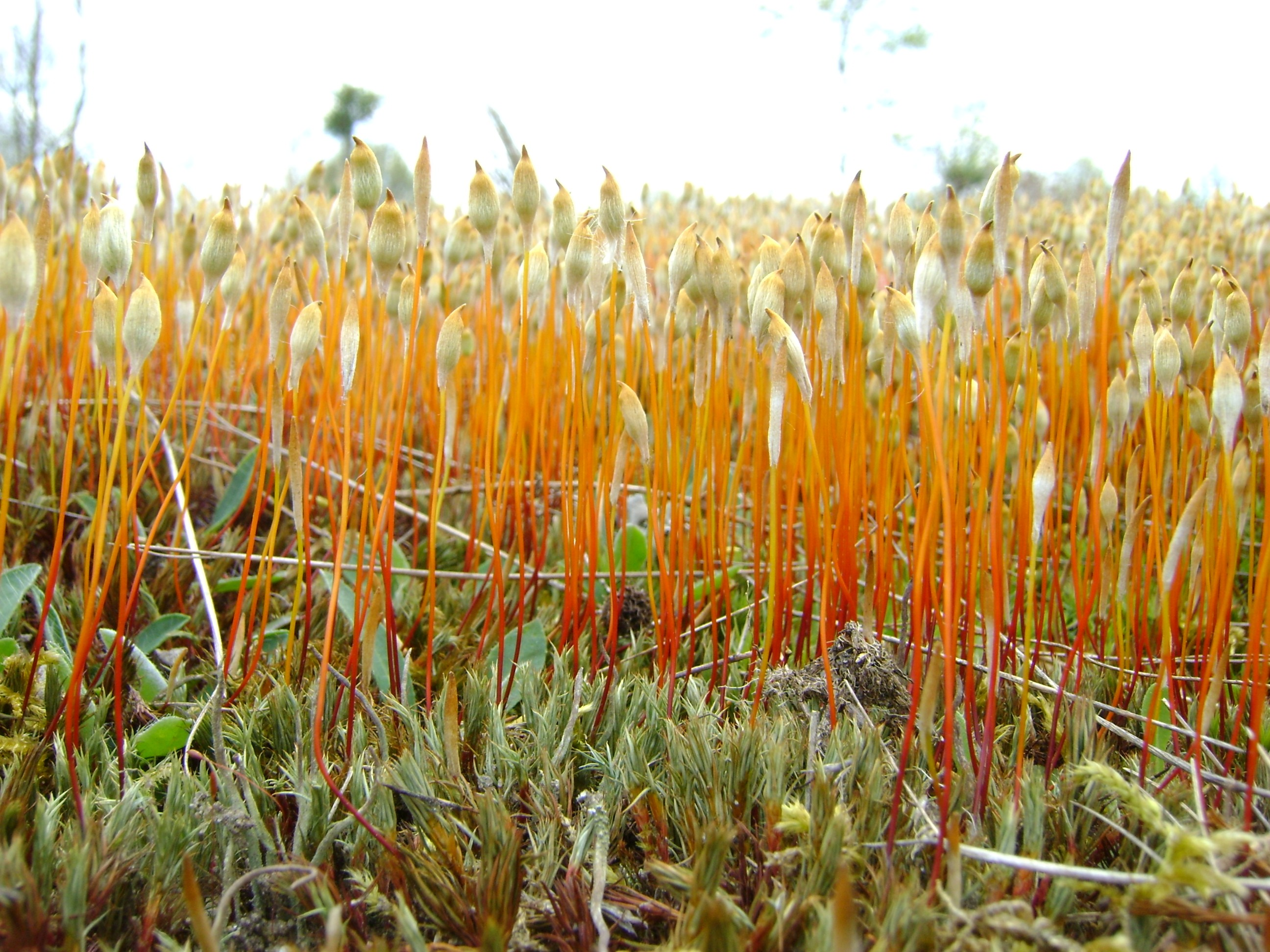
Sporofity płonnika jałowcowatego

Sporofit – diploidalne stadium w przemianie pokoleń roślin i glonów. W stadium sporofitu zachodzi proces mejozy, w wyniku której powstają zarodniki.
U roślin naczyniowych sporofit jest znacznie większy niż gametofit, jest też stadium zdolnym do samodzielnego istnienia.
Sporofit mszaków nazywany jest sporogonem, rozwija się na gametoficie z zapłodnionej komórki jajowej. Jest pokoleniem krótkotrwałym (recesywnym), zamiera po wytworzeniu zarodników. Jest on niewielki i zależny od gametofitu, wrasta w niego tzw. stopą, przez którą pobiera wodę i związki organiczne. Ma postać pojedynczego, nierozgałęzionego trzonka – sety (szczecinki), zakończonej na szczycie zarodnią (puszką), w której powstają zarodniki (mejospory). U mchów puszka najczęściej jest okryta czepkiem, który powstał z oderwanej części rodni.  Sporofity większości mszaków mają aparaty szparkowe, a niektóre nawet chloroplasty, dzięki którym mogą same wytwarzać związki organiczne. Mimo to muszą one pobierać od gametofitu wodę i sole mineralne.
W dawnych ujęciach pojęcie sporofitu stosowano również do grzybów (zaliczanych wówczas do roślin).